# Stanley, Virginia
Stanley är en ort i Page County i delstaten Virginia, USA.